# Вранић (Сува Река)
Вранић (алб. Vraniq) је насеље у општини Сува Река, Косово и Метохија, Република Србија.

## Становништво
Према попису становништва из 2011. у насељу је живело 2.051 становника.
| Демографија | Демографија | Демографија |
| Година      | Становника  | Становника  |
| ----------- | ----------- | ----------- |
| 1948.       | 791         |             |
| 1953.       | 889         |             |
| 1961.       | 1.039       |             |
| 1971.       | 1.423       |             |
| 1981.       | 1.789       |             |
| 1991.       | 2.107       |             |
| 2011.       | 2.051       |             |